# آلرتکاری
آلرتکاری (انگلیسی: Alertkari) یک شهرک در استان سامگرلو-زمو سوانتی کشور گرجستان است.